# Hieracium andrasovszkyi
Hieracium andrasovszkyi es una especie de planta con flor del género Hieracium, de la familia Asteraceae, orden Asterales.

## Distribución
Hieracium andrasovszkyi se distribuye por Albania y Yugoslavia.

## Taxonomía
Fue descrita científicamente por Zahn. Fue publicada en H.G.A.Engler (ed.), Pflanzenr., IV, 280: 1032 (1922).